# Saint-Sauveur-Gouvernet
Saint-Sauveur-Gouvernet (okzitanisch Sant Sauvador Governet) ist ein Ort und eine französische Gemeinde mit 185 Einwohnern (Stand 1. Januar 2022) im Département Drôme in der Region Auvergne-Rhône-Alpes (vor 2016 Rhône-Alpes). Sie gehört zum Arrondissement Nyons und zum Kanton Nyons et Baronnies. 

## Lage
Saint-Sauveur-Gouvernet liegt etwa 65 Kilometer nordöstlich von Avignon. Umgeben wird Saint-Sauveur-Gouvernet von den Nachbargemeinden Bellecombe-Tarendol im Nordwesten und Norden, Lemps im Nordosten, Montferrand-la-Fare im Nordosten und Osten, Saint-Auban-sur-l’Ouvèze im Südosten, Sainte-Euphémie-sur-Ouvèze und Vercoiran im Süden, Bésignan im Südwesten sowie Le Poët-Sigillat im Westen und Nordwesten.

## Bevölkerungsentwicklung
| Jahr                       | 1962 | 1968 | 1975 | 1982 | 1990 | 1999 | 2006 | 2019 |
| -------------------------- | ---- | ---- | ---- | ---- | ---- | ---- | ---- | ---- |
| Einwohner                  | 182  | 176  | 164  | 151  | 161  | 203  | 205  | 180  |
| Quellen: Cassini und INSEE |      |      |      |      |      |      |      |      |

## Sehenswürdigkeiten
- Kirche Saint-Arnoux in La Bâtie-Verdun
- Kirche Saint-Georges in Gouvernet
- Kirche Saint-Sixte in Saint-Sauveur
- Reste der Burg Gouvernet aus dem 13. Jahrhundert
- ehemaliges Waschhaus (Lavoir)

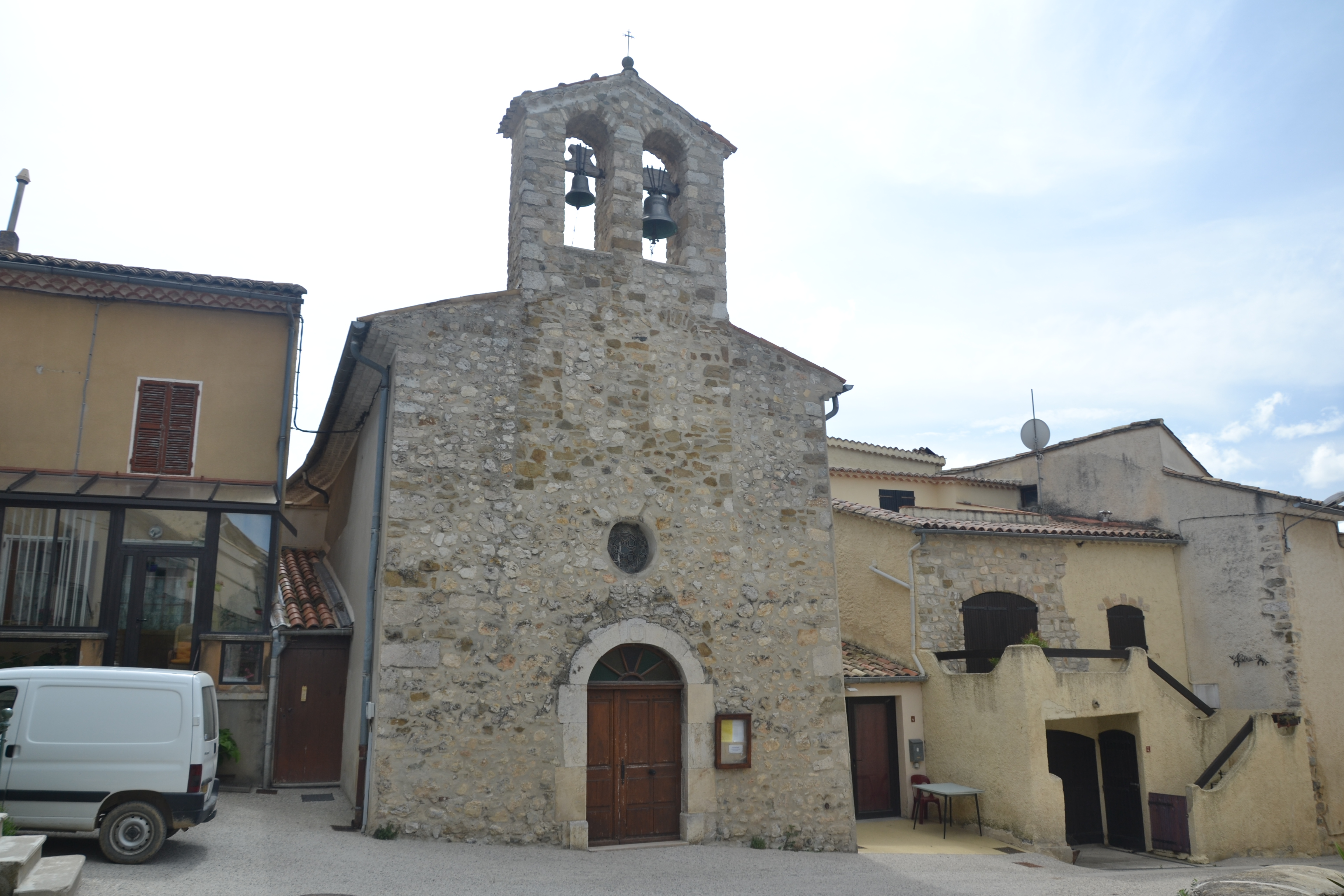
Kirche Saint-Sixte
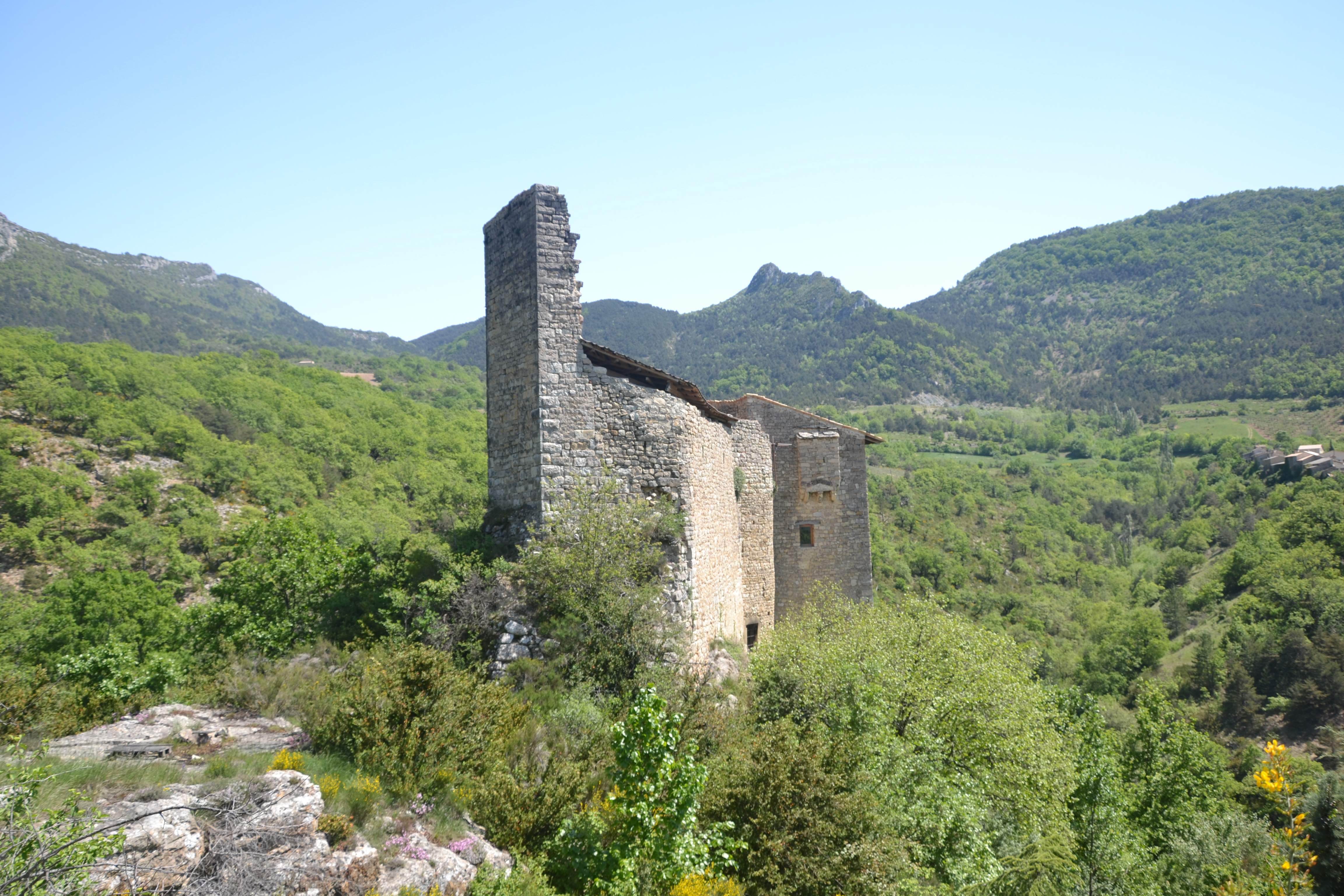
Burgruine
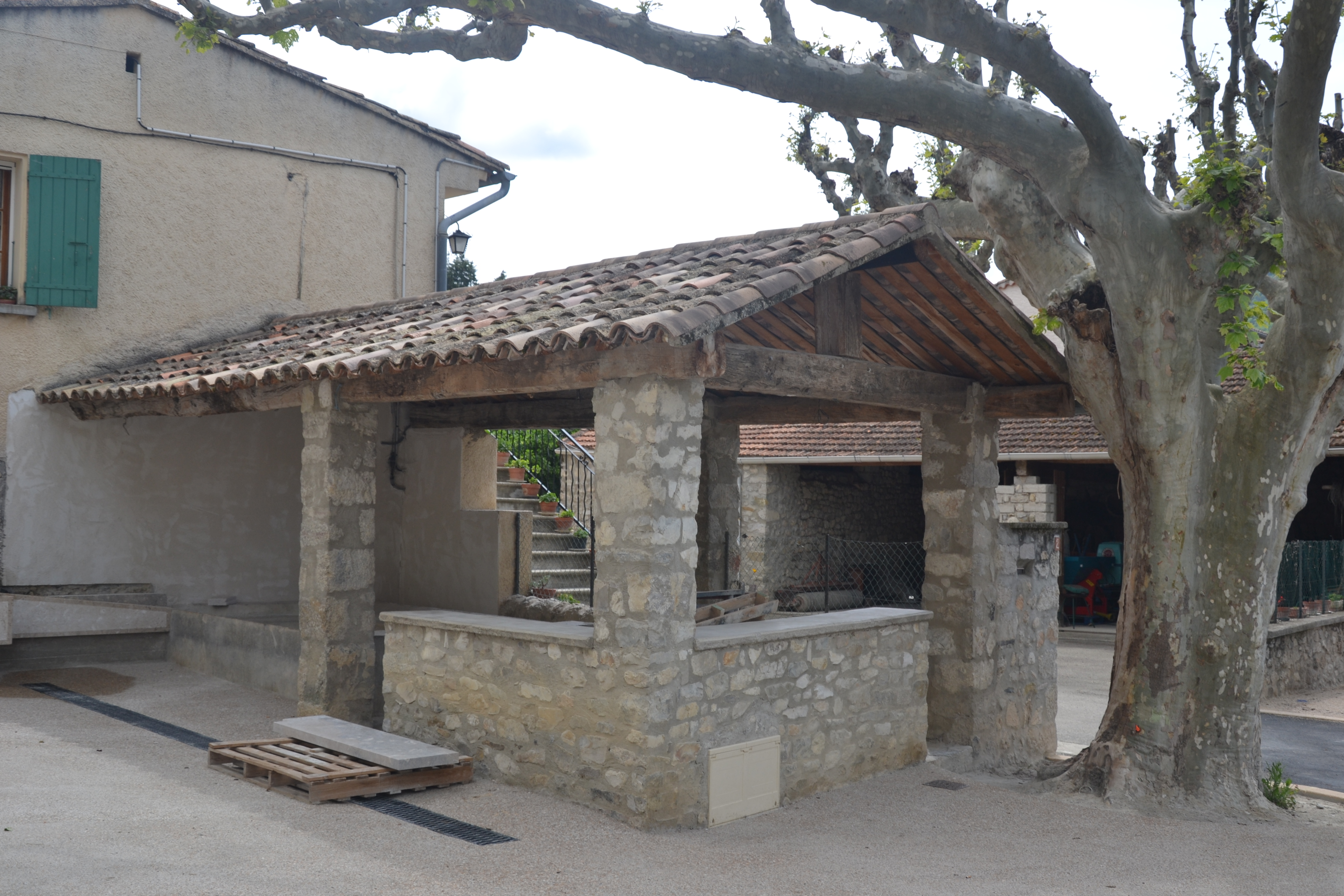
Ehemaliges Waschhaus